# Shereka Wright
Shereka Monique Wright (Copperas Cove, 21 settembre 1981) è un'ex cestista e allenatrice di pallacanestro statunitense, professionista nella WNBA.

## Carriera
È stata selezionata dalle Detroit Shock al primo giro del Draft WNBA 2004 (13ª scelta assoluta).
Con gli Stati Uniti ha disputato le Universiadi di Pechino 2001.